# Lomovatka
Lomovatka – wymarły rodzaj owadów z rzędu świerszczokaraczanów i rodziny Eoblattidae, obejmujący tylko jeden znany gatunek: Lomovatka udovichenkoi.
Rodzaj i gatunek opisane zostały w 2015 roku przez Daniła Aristowa. Nazwa rodzajowa pochodzi od rzeki Łomowatka na Ukrainie, na której brzegu odnaleziono skamieniałość, a epitet gatunkowy nadano na cześć ukraińskiego paleontologa, Nikołaja Udowiczenki. Jedyna skamieniałość pochodzi z piętra kasimowianu w karbonie.
Owad ten miał przednie skrzydło długości około 20 mm. W jego użyłkowaniu sektor radialny brał początek w nasadowej ćwiartce skrzydła, żyłka medialna zaczynała się rozgałęziać w nasadowej ⅓ skrzydła, żyłka M5 była długa i s-kształtna, żyłka postkubitalna była prosta, a przednia żyłka kubitalna dawała liczne odnogi, z których ponad 10 sięgało tylnej krawędzi skrzydła. Pole między żyłkami radialnymi było niezwężone, a pole między kubitalnymi miało dwa rzędy komórek.